# Linstroff
Linstroff est une ancienne commune de la Moselle en région Grand Est. Ce hameau est désormais rattaché a Grostenquin.

## Toponymie
Lengestroff (1472), Lenistroff (1682), Linstroff (1756), Leinstroff (carte de l'état-major). En allemand: Linsdorf.

## Histoire
- Linstroff a absorbé la commune de Obrick en 1812[1] qui comptait 152 habitants en 1806.
- A été rattaché une première fois à Grostenquin en 1812, puis a Bertring en 1835[1], finalement une nouvelle fois à Grostenquin en 1959.

## Démographie
| 1793 | 1800 | 1806 | 1900 |
| ---- | ---- | ---- | ---- |
| 210  | 184  | 246  | 152  |